# Reinhard Breder
Reinhard Breder (* 2. Februar 1911 in Steinhagen, Westfalen; † 22. Oktober 2002 in Köln) war ein deutscher Regierungsrat und SS-Sturmbannführer, der als Kommandeur des Einsatzkommandos 2 am Holocaust in der besetzten Sowjetunion beteiligt war. Von 1943 bis Kriegsende leitete er die Geheime Staatspolizei in Frankfurt am Main.

## Leben
Reinhard Breder entstammte einer Beamtenfamilie, so war u. a. sein Vater Lehrer und Mitglied im Landesvorstand der DNVP in Westfalen. Schon zur Schulzeit war er ab 1924 Mitglied des Jungdeutschen Orden, ab 1927 im Jungstahlhelm. Nach dem Abitur an einer Oberrealschule in Bielefeld 1931 studierte Breder Rechtswissenschaft an den Universitäten Königsberg, Göttingen und Hamburg. Seit dem Studium gehörte er dem Verein Deutscher Studenten Königsberg (seit 1958 Verein Deutscher Studenten Königsberg-Mainz), einer deutschnationalen Studentenverbindung, an und engagierte sich auch im zugehörigen Verband der Vereine Deutscher Studenten. Ab 1933 war er an der Universität Hamburg Vorsitzender der Studentenvertretung. Zeitweise betätigte er sich in der DNVP und absolvierte eine militärische Ausbildung in der sogenannten Schwarzen Reichswehr. Im Mai 1933 trat er in die SS ein (SS-Nummer 116.663). Er bestand 1935 die erste juristische Staatsexamensprüfung und wurde nach Abschluss des Studiums im gleichen Jahr Gerichtsreferendar am Oberlandgericht Hamburg. Im Jahr 1936 war er auf Empfehlung von Gustav Adolf Scheel Mitarbeiter für den Unterabschnitt Minden-Lippe beim SD-Abschnitt Bielefeld. Am 8. Juni 1937 beantragte er die Aufnahme in die NSDAP und wurde rückwirkend zum 1. Mai desselben Jahres aufgenommen (Mitgliedsnummer 5.653.771). Zwischenzeitlich absolvierte er sein Referendariat in Jüterbog, beim Oberlandesgericht Hamburg-Blankenese und beim SD in Düsseldorf. Die zweite juristische Staatsprüfung legte Breder dann 1939 ab.
Auf Grund der guten Beleumundung durch seine Vorgesetzten übernahm Reinhard Breder 1939 das Amt des Stabsführers beim SD-Unterabschnitt Köln. Von hier wechselte er Anfang 1940
zur Stapoleitstelle Düsseldorf, wo er als stellvertretender Leiter eingesetzt wurde. In dieser Zeit wurde er im September 1942 zum Regierungsrat ernannt und im November zum SS-Sturmbannführer befördert. Im Dezember 1942 erfolgte seine Kommandierung zum „Osteinsatz“ beim Kommandeur der Sicherheitspolizei und des SD (KdS) in Minsk. Auch hier war er als Stellvertreter des Kommandeurs tätig. In diesem Aufgabenbereich war er ab Februar 1943 an der Räumung des Ghettos von Sluzk beteiligt. Bei der Ermordung der Ghettobewohner leitete er die Massenexekutionen an einer der beiden Erschießungsgruben. Ab März 1943 wurde er als Nachfolger von Manfred Pechau beim Einsatzkommando 2, das beim Überfall auf die Sowjetunion Teil der Einsatzgruppe A war, eingesetzt. Das Einsatzkommando verübte 1941/42 Massenmorde an Juden und Politkommissaren im Gefolge der Heeresgruppe Nord. Als 1943 an der nördlichen Ostfront der Vormarsch der deutschen Aggressoren zum Stillstand gebracht wurde, kam das Einsatzkommando 2 als eine ortsfeste Einheit im Raum Riga, die dem KdS Lettland / Riga unterstellt war, zur weiteren Verwendung.
Im August 1943 verließ Reinhard Breder das Einsatzkommando von Riga in Richtung Frankfurt am Main, wo er ab September 1943 bis Kriegsende Leiter der Staatspolizeistelle Frankfurt wurde. Hier war er ab Sommer 1944 Vorgesetzter von 3.000 Beamten und Angestellten. Sein Vorgänger im Frankfurter Gestapo-Amt, Oswald Poche, nahm Breders Stellung beim Einsatzkommando 2 ein. Poche war in Frankfurt abgelöst worden, weil er auf Drängen des Gauleiters von Hessen-Nassau, Jakob Sprenger, zu sehr den Wünschen der Partei statt der Gestapo gefolgt war. Doch auch Breder setzte die Politik Sprengers fort, Frankfurt „judenrein“ zu machen, und übertraf dabei Anweisungen aus Berlin auf extreme Art. Nachdem im Herbst 1942 die Deportation der Juden aus Frankfurt im Wesentlichen abgeschlossen war, nahm die Frankfurter Gestapo Maßnahmen vor, um eigentlich vor Deportationen (noch) geschützte Juden der Vernichtung auszuliefern: Juden, die in „Mischehen“ lebten, „Weltkriegskämpfer“ und Rüstungsarbeiter sollten nicht deportiert werden. Durch ein System von Spitzeln und schärfster Überwachung ließ die Frankfurter Gestapo solche privilegierten Juden wegen Bagatell-„Delikten“ wie Verdeckung des Judensterns oder ordnungswidrigem Antrag auf eine Kohlenzuteilung in das KZ einweisen, von wo sie deportiert und ermordet wurden.
Nach Kriegsende lebte Breder in Winkel nahe Gifhorns in einem Pfarrhaus. Im März 1946 wurde er vom US-Militär verhaftet und bis Ostern 1949 in verschiedenen Internierungslagern festgehalten, u. a. in Gießen, Dachau und Fürth.  Breder bemühte sich nach seiner Entlassung eine Rechtsanwaltskanzlei zu eröffnen, was aber wegen seiner Einstufung als NS-„Belasteter“ und einem Berufsverbot als Anwalt abgelehnt wurde. Daraufhin übte er verschiedene Hilfstätigkeiten aus und konnte auf diesem Weg schließlich im Bankgewerbe Fuß fassen. So betätigte er sich als Bankberater und wurde Leiter der Zweigstelle des Bankhauses Karl Meinhardt in Düsseldorf. Als der Frankfurter Gestapochef und ab 1942 Judenreferent Heinrich Baab 1950 vor dem Frankfurter Schwurgericht wegen Mordes angeklagt wurde, sagte Breder, als sein damaliger Vorgesetzter, als Zeuge aus. Baab wurde zu lebenslangem Zuchthaus verurteilt. aber Breder in diesem Zusammenhang nicht belangt. Ein Jahr darauf stand er jedoch selbst vor Gericht mit der Anklage, 1944 Plünderer erschießen lassen zu haben. Gemeinsam mit dem früheren Polizeiverwaltungsinspektor Hans Tauber wurde er vom Landgericht Frankfurt am Main angeklagt. Da Breder nicht nachgewiesen werden konnte, dass bei ihm das Bewußtsein der Rechtswidrigkeit seines Tuns vorgelegen … habe, wurde er am 15. Februar 1951 freigesprochen. Für Tauber galt dasselbe, er wurde aber wegen eines anderen Delikts zu fünfeinhalb Jahren Zuchthaus verurteilt. Inzwischen war er als Finanzberater tätig und gab ein Informationsblatt mit Wirtschaftsnachrichten und finanzpolitischen Entscheidungen heraus. Kurz nach 1963 wurde Breder kurzzeitig festgenommen als gegen ihn wegen in Minsk begangener Kriegsverbrechen ermittelt wurde. Doch der Haftbefehl wurde aufgehoben und die Ermittlungen nach zwei Jahren wieder eingestellt. Erst Ende der 1960er Jahre wurde gegen Breder und den Frankfurter Gestapo-Abteilungsleiter Ernst Grosse von der Frankfurter Staatsanwalt ermittelt. Auch dieses Verfahren wurde ohne Anklageerhebung eingestellt. Breder arbeitete dann Mitte der 1970er Jahre als freier Mitarbeiter einer Düsseldorfer Finanzierungsgesellschaft.
Gesundheitlich dann bereits, nach einem zweiten Herzinfarkt, in Mitleidenschaft gezogen trat Reinhard Breder 1987 den Ruhestand an. Am 22. Oktober 2002 verstarb er dann, nach weiteren 15 Jahren, in Köln.